# Vila Olímpia
Vila Olímpia ist ein vornehmes Stadtviertel im Westen von São Paulo, im Distrikt Itaim Bibi gelegen. Vila Olímpia gehört zu den gehobeneren Wohnvierteln der Stadt, es ist außerdem neben dem Stadtzentrum, der Avenida Paulista, der Avenida Brigadeiro Faria Lima und Brooklin ein Finanzzentrum São Paulos.

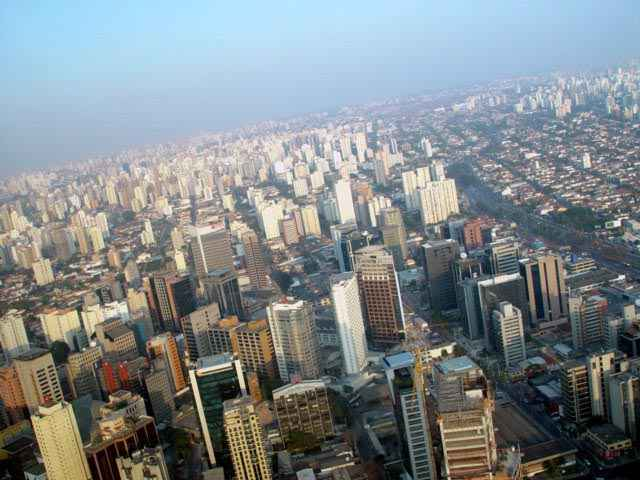
Vila Olímpia

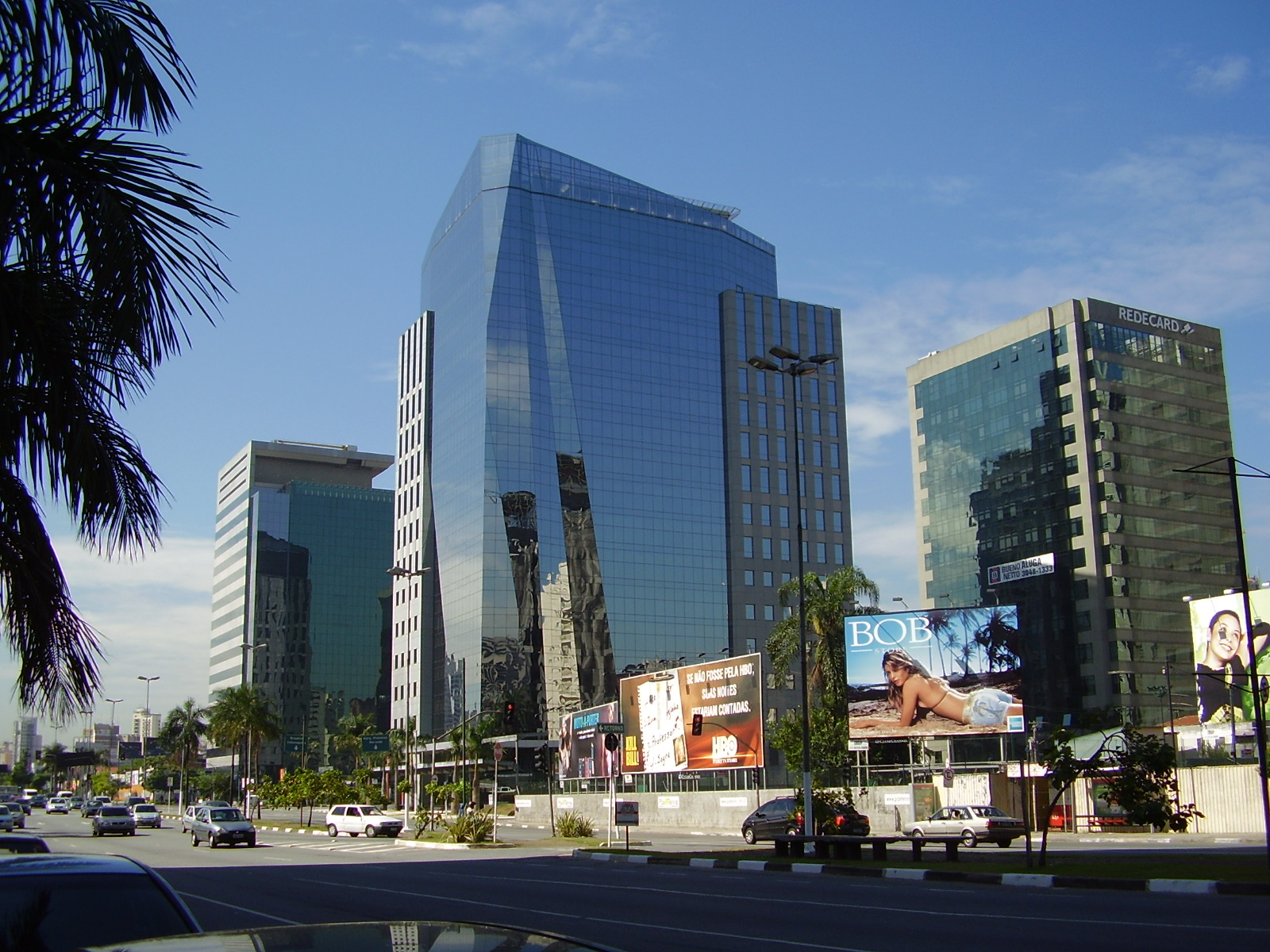
Vila Olímpia

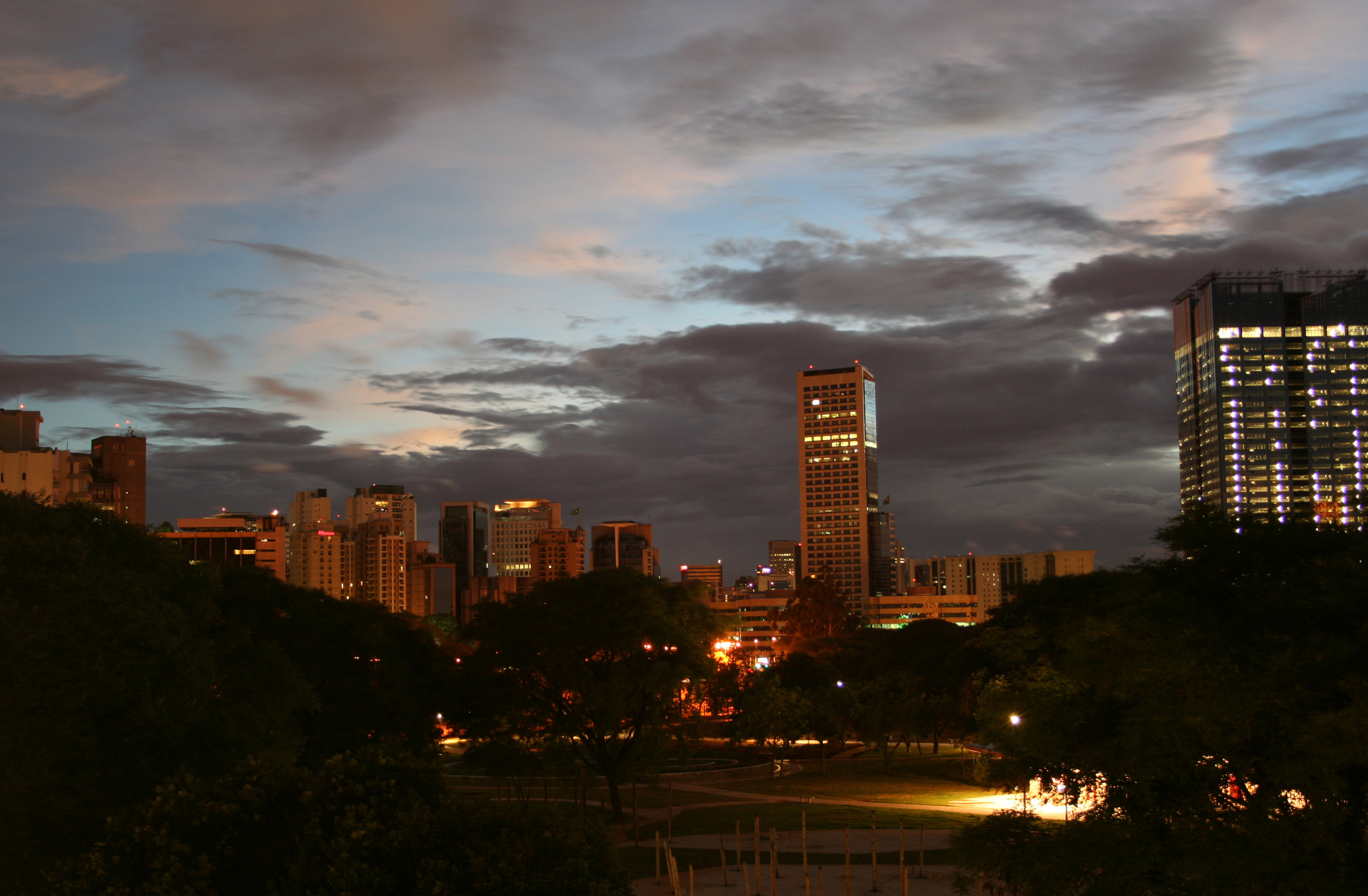
Parque do Povo in Vila Olímpia

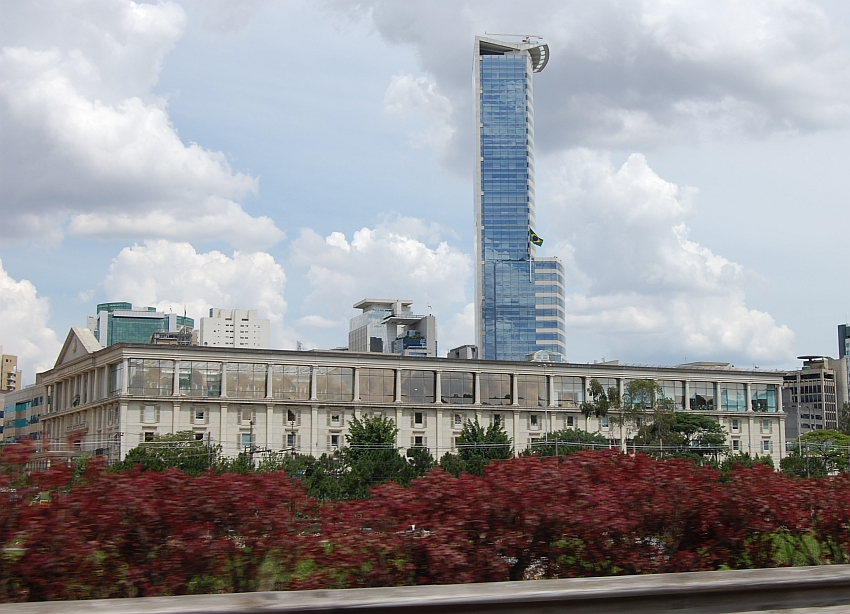
Daslu-Gebäude in Vila Olímpia

## Lage
Vila Olímpia wird von den Vierteln Chácara Itaim, Itaim Bibi, Brooklin Novo, Moema und Cidade Jardim begrenzt. Die Grundstückswerte in Vila Olimpia gehören gemäß Bewertung durch die CRECI der B-Kategorie an. Zu den Zonas de Valor B gehören außerdem noch die Stadtteile Jardim Paulistano, Alto de Santana und Pinheiros.

## Geschichte
Das heutige Vila Olímpia wurde Anfang des 20. Jahrhunderts entlang des Rio Pinheiros von portugiesischen und italienischen Einwanderern besiedelt. Die planmäßige Urbanisierung begann um 1930. Aufgrund der jährlichen Hochwasser des Rio Pinheiros wurde die Ansiedlung von Industrie erschwert und die Zone hatte damals noch einen geringen Grundstückswert. 1990 wurden weitere Maßnahmen zur Erschließung der Infrastruktur vorgenommen und die Flüsse Rio Uberaba und Uberabinha reguliert. Dies löste einen großen Immobilien-Boom in Vila Olímpia aus. Somit konnte sich kleine und mittlere Betriebe dort ansiedeln, was zu einem weiteren Wohlstand des Stadtviertels führte.
Heute haben viele multinationale Konzerne wie Unilever, Grupo Santander, AES Eletropaulo, Kimberly-Clark, Parmalat, Google, Yahoo, Motorola, Sony Ericsson, Intel, Microsoft und viele andere mehr ihren Sitz in Vila Olímpia. Die Ansammlung von High-Tech-Firmen gaben dem Stadtviertel auch den Beinamen Vale do Silício Paulistano.
Die TV-Sender FOX Latin America und Discovery Communications werden von Sendern in Vila Olímpia ausgestrahlt.

## Verkehr
In der Hauptstraße Rua Funchal gibt es mittlerweile mehr Helipontos als Bushaltestellen. Insgesamt stehen 25 Helipontos 24 Bushaltestellen gegenüber, von denen letztere häufig im Verkehrsstau wenig bedient werden. Die Verkehrsprobleme wie Stau und das Fehlen von genügend Parkplätzen sind bedingt durch den unkontrollierten Ausbau des Viertels und den Neubau von großen Bürokomplexen in den 1990er Jahren.

## Nachtleben
Vila Olímpia ist bekannt durch sein Nachtleben, seine vielen Bars, Bierlokale (Chopperias) und Tanzlokale der unterschiedlichsten Musikrichtungen vom brasilianischen Pagode bis zur modernen elektronischen Musik. Das Via Funchal mit einem Fassungsvermögen von 6.000 Zuschauern war ein bekanntes Eventzentrum für Konzerte und Shows, das von 1998 bis 2012 bestand und 2013 abgerissen wurde.

## Bauwerke
Villa Daslu, kurz Daslu, ist eines der großen Shoppingzentren, spezialisiert auf Luxusgüter der oberen Preissegmente. Es gehört zu den größten Shoppingzentren dieser Kategorie in Lateinamerika und in der Welt. Weitere markante Gebäude sind der E-Tower, das fünftgrößte Gebäude São Paulos, das Insper (Instituto de Ensino e Pesquisa) und das Shopping Vila Olímpia.